# 서모닝
서모닝(Summoning)은 오스트리아의 블랙 메탈 밴드이다.

## 구성원

### 현재
- Protector – 기타, 보컬, 키보드
- Silenius – 베이스, 보컬, 키보드

### 과거
- Trifixion – 드럼, 보컬 (1993-1995)
- Pazuzu – 추가 보컬 (1993-1995)